# Jens Hald Madsen
Jens Hald Madsen (født 16. marts 1968 i Glostrup) er markeds- og civiløkonom, tidligere borgmester og folketingsmedlem, valgt for Venstre i Roskilde Amtskreds fra 21. september 1994 til 13. november 2007. Han er også medlem af bestyrelsen for Global Panel Foundation.
Madsen er søn af gartneriejer Helge Madsen og medhjælpende hustru Evy Madsen.
Han afsluttede folkeskolen i Sengeløse i 1984 og har matematisk-samfundsfaglig studentereksemen fra Høje-Taastrup Gymnasium i 1987 samt højere handelseksamen fra Roskilde i 1988. Madsen fik en finansiel uddannelse hos Kreditforeningen Danmark 1988-1090 og er uddannet markedsøkonom på Næstved Handelsskole 1990-1992 og civiløkonom med speciale i udenrigshandel på Niels Brock 1992-1994.
Madsen var projektmedarbejder ved miljøprojekt i det tidligere Østtyskland i 1992-1993 og instruktør i Schilling Data i 1993. Han var været finansiel medarbejder i Nykredit.
Han var medlem af Roskilde Kommunalbestyrelse 1993-2001 og medlem af Fritids- og Kulturudvalget 1997-2001 og af Erhvervsudviklingsrådet 1997-2001. Han var formand for LOF i Roskilde 1993-2001, medlem af Lejre Kommunes kommunalbestyrelse og borgmester fra 2002. Han var medlem af Roskildeegnens Erhvervsudviklingsråd fra 2002.
Medlem af Folketingets Boligudvalg 1994-2001. Boligpolitiske ordfører 1995-98, udenrigspolitiske ordfører fra 1998, medlem af Dansk Udenrigspolitiske Instituts repræsentantskab 1998-2001 og næstformand i Folketingets gruppe i Interparlamentarisk union fra 1998. Medlem af Forsvarsudvalget og Udenrigsudvalget fra 1998. Medlem af Udenrigpolitisk Nævn fra 1998, formand fra 2001. EU-observatør i bl.a. Makedonien, Mozambique og Uganda.
Madsen var Venstre folketingskandidat i Lejrekredsen fra 1992 og i Gentoftekredsen fra 29. januar 2007. 
I 2004 blev han ridder af Dannebrog.
Han opnåede ikke genvalg til Folketinget ved valget i 2007. 
Jens Hald Madsen blev i 2013 opstillet som folketingskandidat i Holbækkredsen.